# Буревестник (Брянская область)
Буревестник —  упразднённый в 1993 году посёлок в Стародубском районе Брянской области. Входил на год упразднения в состав Ковалевского сельского поселения.  Ныне урочище на территории  Стародубского муниципального округа.

## География
Располагался в истоке ручья Бучка, в 2,5 км к северо-западу от села Ковалёво.

## История
В 1964 году Указом Президиума ВС РСФСР посёлок Тухомелье переименован в посёлок Буревестник.
Решением малого Совета Брянского областного Совета от 11 марта 1993 года посёлок Буревестник исключен из учётных данных.